# Gewissen
Das Gewissen wird im Allgemeinen als eine besondere Instanz im menschlichen Bewusstsein angesehen, die bestimmt, wie man urteilen soll, und die anzeigt, ob eine Handlungsweise mit demjenigen übereinstimmt bzw. nicht übereinstimmt, was ein Mensch als für sich richtig und stimmig ansieht. Es drängt, aus ethischen, moralischen und intuitiven Gründen, bestimmte Handlungen auszuführen oder zu unterlassen. Entscheidungen können als unausweichlich empfunden oder mehr oder weniger bewusst – im Wissen um ihre Voraussetzungen und denkbaren Folgen – getroffen werden (Verantwortung).
Das einzelne Gewissen wird meist als von Normen der Gesellschaft und auch von individuellen sittlichen Einstellungen der Person abhängig angesehen. Ohne eine ethische Orientierung bleibt das Gewissen „leer“; „ohne Verantwortung ist das Gewissen blind“.
Üblicherweise fühlt man sich gut, wenn man nach seinem Gewissen handelt; das ist dann ein gutes oder reines Gewissen. Handelt jemand entgegen seinem Gewissen, so hat er ein subjektiv schlechtes Gefühl; ein schlechtes, nagendes Gewissen oder Gewissensbisse, was man auch als kognitive Dissonanz, eine fehlende Harmonie im Bewusstsein, beschreibt.

## Begriffsherkunft
Die heutige Bedeutung von Gewissen geht wesentlich auf Martin Luther zurück. Vor ihm konnte Gewissen auch Bewusstsein oder ein verstärktes Wissen (Gewissheit) ausdrücken. Diese verengte Wortbedeutung stammt vom griechischen syneidēsis-Begriff und dessen lateinischer Übertragung conscientia. Das kann nicht angemessen mit „Bewusstsein“ oder mit „Gewissen“ übersetzt werden; eine neutrale Übersetzung wäre „Mitwissen“. Darunter kann man konkret das Mitwissen einer übergeordneten Instanz um das eigene Handeln verstehen, manchmal eher unser eigenes, handlungsbegleitendes Wissen um den moralischen Wert der Handlungen.
In diesem Sinne charakterisiert Johann Gottfried Gregorii alias Melissantes in einem auf moraltheologischer Grundlage erstellten Fürstenspiegel im Jahr 1715 das Gewissen als inneren Spiegel der Emotionen, der ohnfehlbar saget was Recht oder Unrecht ist, und also nicht heuchelt. Es ist ein unpartheyischer Richter in der Menschen-Hertzen, wo sich die Gedanken untereinander verklagen und entschuldigen. Es ist ein gewisser Zeuge, welcher am jüngsten Gerichte gar viel zu sagen haben wird. Gewissensfreiheit fordert Melissantes im Zusammenhang mit Religionsfreiheit, „damit man das Gewissen nicht verletze“.
Anders als der Begriff des Gewissens ist der des Daimonion des Sokrates angelegt: Eine innere Stimme warnt vor falschen Handlungen (unabhängig davon, ob diese Handlungen vom Gewissen überhaupt eingeschätzt werden können oder nicht; ein Beispiel wäre ein Weg, auf dem einem ein realistischerweise völlig unabsehbarer Unfall passiert, wovor zwar ein Daimonion, nicht aber das Gewissen, sehr wohl aber eine dem Gewissen verwandte Vorahnung warnen kann). Den Begriff des Daimonions nahm die politische Philosophin Hannah Arendt im 20. Jahrhundert auf in ihren philosophischen Betrachtungen.

## Juristische Sicht (Deutschland)
Der bundesdeutsche Gesetzgeber gesteht dem individuellen Gewissen eine hohe Bedeutung zu, beispielsweise indem er seinen Bürgern die Freiheit zur Verweigerung des Kriegsdienstes aus Gewissensgründen einräumt (so Art. 4 Abs. 3 Grundgesetz: Niemand darf gegen sein Gewissen zum Kriegsdienst mit der Waffe gezwungen werden.).
Das Bundesverfassungsgericht hat dem Begriff in einer Entscheidung aus dem Jahre 1961 Konturen verliehen. Als eine Gewissensentscheidung gilt danach „jede ernste sittliche, d. h. an den Kategorien von Gut und Böse orientierte Entscheidung […], die der Einzelne in einer bestimmten Lage als für sich bindend und unbedingt verpflichtend innerlich erfährt, so dass er gegen sie nicht ohne ernste Gewissensnot handeln könnte.“

## Psychologie

### Psychoanalyse von Sigmund Freud
Das Strukturmodell der Psyche (1923) nach Sigmund Freud beruht auf der Unterscheidung von Es, Ich und Über-Ich.
Freuds Vorstellung nach wird das unbewusst-triebhafte Es in seinen Äußerungen durch das Über-Ich hemmend kontrolliert. Dabei wird das Über-Ich verstanden als Introjekt, also Verinnerlichung der elterlichen und gesellschaftlichen Autorität, wodurch sich das Gewissen herausbildet. Es veranlasst das Kind, gesellschaftlich übliche oder erwartete Verhaltensweisen und Erwartungen einzuhalten. Das reife Ich, die individuelle Persönlichkeit mit ihren aus Erfahrung gewonnenen bewussten Wertsetzungen, bildet sich in der Auseinandersetzung des Menschen mit seiner gesellschaftlichen Umwelt und durch Überwindung der Anforderungen des Über-Ichs.

### Analytische Psychologie von C. G. Jung
Für C. G. Jung ist 1958/1959 das Gewissen ein unbewusster, autonomer Komplex der menschlichen Psyche, der sich gegebenenfalls auch gegen die bewusste Absicht des Individuums durchsetzt. Es wird unterschieden zwischen einem sittlich-moralischen und einem ethischen Gewissen.
Das sittlich-moralische Gewissen richtet sich nach den tradierten Wertvorstellungen und Glaubenssätzen einer Gesellschaft. Alles, was hier den entsprechenden Gebräuchen, Verhaltensnormen und Moralgesetzen entspricht, gilt als sittlich bzw. als moralisch (mores: Sitten, Gebräuche; mos: zur Regel gewordener Wille, Brauch). Dabei ist das moralische Gewissen nicht nur das Ergebnis von Umwelt, Erziehung und Gewohnheit, sondern auch von vererbten instinktiven Verhaltensweisen. So unterscheidet sich das moralische Urteil von misshandelten und vernachlässigten Kindern (im Alter von drei bis fünfeinhalb Jahren) wenig von dem der Altersgenossen.
Die ethische Form des Gewissens tritt dort auf, wo zwei moralische Forderungen oder Handlungsweisen gleichberechtigt nebeneinander stehen und das Individuum in eine Pflichtenkollision treiben. Nun stehen sich Sittenkodex und das persönliche Gewissen als unvereinbar gegenüber. Der Betroffene kann zum ersten Mal erleben, dass es einen Unterschied zwischen der traditionellen und konventionellen Moral und dem Gewissen gibt.
Auch zeigt sich, dass die Sitte selbst ihm hier keine befriedigende oder überhaupt keine Antwort und Hilfe geben kann, er erlebt seine Situation als höchst individuell. Ist der Betroffene bereit, seinen Gewissenskonflikt auszutragen, so mündet dies in einen neuartigen, individuellen Urteilsakt, der auch als schöpferische Leistung verstanden werden kann. Dabei ist dem Ausführenden klar, dass die Gesellschaft sein neues Handeln nicht gutheißen oder billigen wird. Er spürt aber, dass der bequeme Weg der sittengemäßen Entscheidung, durch Unterdrückung der Gewissensinhalte, langfristig in Krankheit und persönliche Entfremdung führen muss.
Aufgrund dieser autonomen Dynamik, mit der sich das ethische Gewissen auch gegen die traditionelle Moral durchzusetzen wisse, ist es als „Vox Dei“, als Gottesstimme zu verstehen. Es setzt sich gleich einer göttlichen Intervention auch gegen den Willen des Individuums durch. Nicht der Mensch hat ein Gewissen, sondern das Gewissen hat den Menschen.
Im Kontext der „primitiven“ Völker ist das ethische Gewissen eine Mana-Erscheinung und führt in seiner Umsetzung zum Tabubruch. Die traditionelle Stammesmoral mit ihren Tabu-Regeln und Ritualen wird dadurch in Frage gestellt, verändert und erneuert und den tatsächlichen Lebensbedingungen angepasst. Der ausgetragene Gewissenentscheid verhindert, dass die Gesellschaft in einem veralteten und rein konventionellen Moralkodex erstarrt.

## Philosophie

### Kantsche Philosophie
Nach Immanuel Kant (1724–1804) bezeichnet das Gewissen ein moralisches Selbstbewusstsein. In der Metaphysik der Sitten im Abschnitt „Von der Pflicht des Menschen gegen sich selbst, als den angebornen Richter über sich selbst“ benutzt er in Analogie zum äußeren Recht das Bild eines „inneren Gerichtshofs“, durch den „eine innere Zurechnung“ erfolgt im Falle „einer Tat, als eines unter dem Gesetz stehenden Falles“. (Immanuel Kant: AA VI, 438) Das hier angesprochene Gesetz ist der Kategorische Imperativ als oberster Grundsatz des Sittengesetzes, den der Mensch sich als mit praktischer Vernunft begabtes Wesen selbst (autonom) gegeben hat. Für das Gesetz gibt es keine äußeren, kodifizierten Regeln, sondern es bedarf der Urteilskraft, um zu wissen, ob man gegen das Gesetz verstoßen hat. Man kann zwar versuchen, sich durch Gründe zu entlasten, aber bei der inneren Selbstbetrachtung kann das nicht gelingen.
„Ein Mensch mag künsteln, so viel als er will, um ein gesetzwidriges Betragen, dessen er sich erinnert, sich als unvorsetzliches Versehen, als bloße Unbehutsamkeit, die man niemals gänzlich vermeiden kann, folglich als etwas, worin er vom Strom der Naturnothwendigkeit fortgerissen wäre, vorzumalen und sich darüber für schuldfrei zu erklären, so findet er doch, daß der Advocat, der zu seinem Vortheil spricht, den Ankläger in ihm keinesweges zum Verstummen bringen könne, wenn er sich bewußt ist, daß er zu der Zeit, als er das Unrecht verübte, nur bei Sinnen, d. i. im Gebrauche seiner Freiheit, war“ (Immanuel Kant: AA V, 98)

### Nietzsche
In Nietzsches Zur Genealogie der Moral von 1887 wird das „Gewissen“ mit „Schuld“, „Pflicht“ und „Heiligkeit der Pflicht“ auf eine Ebene gestellt. Instinkte, die nicht aktiv gelebt werden können, „wenden sich nach innen“.
„Schuld“ und „Pflicht“ gegenüber den vorherigen Generationen werden in Gestalt des „schlechten Gewissens“ schließlich zu einer unabzahlbaren Schuld: „[Im Schuldner], in dem nunmehr das schlechte Gewissen sich dermaßen festsetzt, einfrisst, ausbreitet und polypenhaft in jede Breite und Tiefe wächst, bis endlich mit der Unlösbarkeit der Schuld auch die Unlösbarkeit der Buße, der Gedanke ihrer Unabzahlbarkeit (der ‚ewigen Strafe‘) concipiert ist –;…“.
Das „schlechte Gewissen“ in seiner „aktivischen“ Gestalt ist nach Nietzsche möglicherweise die Bedingung für die Entstehung ästhetischer Empfindung im Sinne von „Bejahung und Schönheit“.
Der Begriff „schlechtes Gewissen“ wird mit unterschiedlicher Konnotation verwandt. Es schimmert eine Parallele zwischen Phylogenese und Menschwerdung im individuellen, subjektiven Sinne durch. Das „schlechte Gewissen“, eine nach Nietzsche offenbar genuin menschliche Eigenschaft, die – ganz klar wird das nicht – wohl jedem Menschen zukommt, zumindest aber dem Künstler eigen ist, muss überwunden werden, bejaht werden, vielleicht auch integriert werden, um Schönheit, Seele, Ideale schaffen zu können.

### Dialektischer Materialismus
Nach dem Dialektischen Materialismus (Marx) spiegelt das Gewissen den wandelbaren Gesellschaftszustand, welcher sich aus wechselnden materiellen Produktionsverhältnissen erkläre, wider. Da die Materie, die einzige Wirklichkeit, sich ständig verändere, gelte keine sittliche Wahrheit absolut.

### Richard Mervyn Hare
Richard Mervyn Hare (1919–2002) erklärt das schlechte Gewissen als eine Art Ersatz für echte Präskriptivität. Durch die Eigenschaft der Präskriptivität muss sich jeder moralisch handelnde Agent als an seine eigenen Urteile gebunden betrachten, so dass er sie ausführen muss, wann immer er physisch und psychisch dazu in der Lage ist.
Mit anderen Worten: Nach Hare ist es nicht sinnvoll zu sagen „Ich sollte X tun“, um dies dann doch zu unterlassen. Es fällt aber manchmal leichter (und Einigen erscheint es sogar als die einzige Möglichkeit, sich die Dinge zu erklären), sich in Selbstvorwürfe (Versagen im „kritischen Denken“) oder aber in eine Opfermentalität („psychische Unfähigkeit“) zu flüchten, statt die volle Verantwortung für das eigene Verhalten zu übernehmen und entsprechend zu handeln.
Dass es viele vorziehen, Selbstverantwortung so weit wie möglich an äußere oder innere Sündenböcke (den Staat, die Polizei, die Nachbarn, die Ausländer, Süchte, das eigene Unvermögen) abzugeben, ist bekannt. Es wird jedoch kritisiert, dass die Rechtfertigung dieser Verhaltensweise durch wissenschaftliche Theorien ungeeignet ist, den Menschen zu einem moralisch verantwortungsvollen Dasein zu verhelfen.

## Christliche Religion

### Bibel
Das Alte Testament kennt kein eigenes Wort für Gewissen. Vielmehr werden die Funktionen des Gewissens dem „Herzen“ oder manchmal den „Nieren“ als dem Inneren des Menschen zugeordnet. Dabei bezeichnen das Herz als der Ausgangspunkt guter wie böser Taten mehr die verstandesmäßige, die Nieren mehr die gefühlsmäßige Komponente des Gewissens. Beispiel: 2. Samuel 24,10 : „nachdem David das Volk gezählt hatte, schlug ihm das Herz (= das Gewissen)“. In Jeremia 12,2  werden die Gottlosen beschrieben: „Du bist nur ihrem Munde nahe, aber fern von ihren Nieren“, d. h., sie reden zwar von Gott, aber ihre innersten Entscheidungen und Gefühle wollen sie nicht von ihm beeinflussen lassen. 
Im Neuen Testament werden die Bezeichnung Herz und parallel dazu der griechische Begriff syneidēsis = Mitwisser, Gewissen (ca. 30-mal) verwendet. In Römer 2,15  wird anschaulich beschrieben, was im Gewissen vor sich geht: „Sie beweisen damit, dass in ihr Herz geschrieben ist, was das Gesetz fordert, zumal ihr Gewissen es in ihnen bezeugt, dazu auch die Gedanken, die einander anklagen oder auch entschuldigen.“ Das befleckte Gewissen kann durch das „Blut Christi“ gereinigt werden, d. h. durch das In-Anspruch-Nehmen des vollbrachten Opfers Jesu Christi für die Tat, die die Gewissensbisse verursacht hat (Hebräer 9,14 ).
Da das Gewissen kein in sich absoluter Maßstab ist (1. Korinther 4,4 ), ist es wichtig, es durch das Ausrichten am Wort Gottes immer wieder zu schärfen (Römer 12,2 ). Darüber hinaus gesteht Paulus bei einzelnen „zweifelhaften Fragen“ zu, dass es zu unterschiedlichen Bewertungen bei Christen kommen kann. Dann (aber nicht bei eindeutigen Antworten der Heiligen Schrift) sollte man sich nicht im Verhalten an andere anpassen, sondern dem eigenen Gewissen folgen (Römer 14 ; 1. Korinther 8 + 10). Das wichtige Doppelgebot der Liebe zu Gott und zum Nächsten wird unterstrichen durch die Aussage in 1. Timotheus 1,5–6 : „Das Endziel der Unterweisung aber ist Liebe aus reinem Herzen und aus gutem Gewissen und aus ungeheucheltem Glauben. Dieses Ziel haben einige aus den Augen verloren und haben sich nutzlosem Geschwätz zugewandt.“

### Thomas von Aquin
Thomas von Aquin (13. Jahrhundert) definiert, im Anschluss an Albertus Magnus, das Gewissen als Vollzug eines Urteils über den moralischen Wert einer Handlung. Er erkennt im Gewissen zwei Aspekte, eine Gewissensanlage (synteresis) und den konkreten Gewissensakt (conscientia), in dem von außen herangeführte Normen und Erfahrungen auf Grund der Gewissenanlage zu einem Urteil verschmelzen.
Das Urteil des Gewissens ist für Thomas die letzte Instanz, nach der sich der Mensch zu richten hat, auch wenn er damit der offiziellen Kirche widerspricht. Das Gewissen vollzieht die Gründe und Überlegungen nach, die zu dieser Handlung geführt haben, ist aber nicht wie das Streben nach Vermögen dem Einfluss durch Emotionen und Affekte ausgesetzt. Deshalb kann es zu einem Missverhältnis zwischen Handlungswahl und Gewissensurteil kommen (genannt „schlechtes Gewissen“). Das schlechte im Sinne eines peinigenden Gewissens tritt aber erst bei Luther in den Vordergrund, der dieses zur Grundform des Gewissens erklärt.

### Protestantische Theologie
Die Reformation (1517–1648) setzte mit Luthers Gewissenskrise auf Grund der Kirche seiner Zeit ein. Für viele Protestanten hat die individuelle Gewissensentscheidung im Glauben mehr Gewicht als die Unterwerfung unter kirchliche Autoritäten oder bestimmte Lesarten der Bibel. Diese Entwicklung beginnt schon bei Martin Luther selbst. Am 18. April 1521 musste Luther vor Kaiser und Reich auf dem Reichstag zu Worms erscheinen und zu seinen Schriften Stellung nehmen. Er beschließt seine Rede mit den Worten:
„Wenn ich nicht durch Schriftzeugnisse oder einen klaren Grund widerlegt werde – denn allein dem Papst oder den Konzilien glaube ich nicht; es steht fest, dass sie häufig geirrt und sich auch selbst widersprochen haben –, so bin ich durch die von mir angeführten Schriftworte überwunden. Und da mein Gewissen in den Worten Gottes gefangen ist, kann und will ich nichts widerrufen, weil es gefährlich und unmöglich ist, etwas gegen das Gewissen zu tun. Gott helfe mir. Amen.“
Luther beruft sich damit auf die Freiheit des Gewissens. Das ist an sich nichts radikal Neues gewesen; seit Thomas von Aquin wurde das Gewissen als die Instanz im Menschen verstanden, dem unbedingt zu folgen ist, selbst wenn es irrt. Darauf beruft sich Luther vor dem Reichstag zu Worms; und doch bestimmt er den Begriff des Gewissens neu: Es ist hier nicht die von Gott in den Menschen gelegte handlungsorientierende Instanz, sondern es ist in der Bindung an das Wort Gottes handlungsbeurteilende Instanz.
Das heißt, das Gewissen ist nunmehr nicht göttlichen Ursprungs, wie in der mittelalterlichen scholastischen Theologie (synteresis vs. conscientia, s. oben), sondern nichts anderes als das innerpsychische Mitwissen des Menschen mit seinem Tun und die von äußeren, vorgegebenen Werten geprägte Beurteilungsinstanz im Menschen selbst. Damit orientierte Luther sich an der Bedeutung von „Gewissen“, wie er es in den Briefen des Apostels Paulus vorgefunden hat: Hier verwendet Paulus das Wort syneidesis, was das „Mitwissen“ mit sich selbst bedeutet.
Später hat vor allem der Theologe Albrecht Ritschl (1822–1889) den Gewissensbegriff im Sinne der Individualität des Gewissens maßgeblich beeinflusst. Ritschl betont die Notwendigkeit von vorgegebenen und beständigen Orientierungswerten. Ritschl bewegt sich allerdings nur innerhalb der christlichen Ordnungsvorstellungen und leitet den Gewissensbegriff aus dem christlichen Tugendbegriff ab. Und dabei wäre er in eine übergreifende Sittlichkeit einzuordnen, wie sie etwa die Menschenrechte darstellen.

### John Henry Newman
Für John Henry Newman (1801–1890) gibt es im Gewissenserlebnis Momente der Tiefe, in denen der Mensch das Echo der Stimme Gottes vernimmt. Er vertritt damit eine eher mystische Auffassung von der Anwesenheit Gottes im menschlichen Gewissen.

### Zweites Vatikanisches Konzil
Im Zweiten Vatikanum (1962–1965) besteht eine Spannung in der Erklärung der Wirkungsweise des Gewissens, die vom Kompromisscharakter der Konzilstexte herrührt.
Nach der Pastoralkonstitution Gaudium et spes ist das Gewissen ausgezeichneter Ort der Gottesbegegnung, „verborgenste Mitte“ und „Heiligtum im Menschen“. An anderer Stelle ist jedoch die Rede von einem „Gesetz, […] dem der Mensch gehorchen muss“.
Hier sehen einige Interpreten einen Widerspruch zwischen autonomer Gewissensentscheidung des Einzelnen und Gewissen als Ausrichtung an internalisierten kirchlichen Sittennormen. In der nachkonziliaren lehramtlichen Entwicklung, den Enzykliken Humanae Vitae oder Veritatis splendor tritt der zweite Aspekt in den Vordergrund und die freie Gewissensentscheidung im Dialog mit der „inneren Stimme“ wird als weniger bedeutsam angesehen.
Der Katechismus der Katholischen Kirche (1993) betont, dass das Gewissen lebenslang anhand des Wortes Gottes gebildet und geformt werden muss, damit es ein richtiges Urteil abgeben kann (Gewissensbildung, Katechismus Nr. 1783–1785). Das Gewissen kann richtig urteilen, wenn es in Übereinstimmung mit der Vernunft und dem göttlichen Gesetz ist, oder irren, falls es sich an beides nicht hält (Katechismus Nr. 1786). Der Mensch muss auch einem irrigen Gewissen folgen, wenn er sich um die rechte Gewissensbildung bemüht hat (Katechismus Nr. 1793).
Zur Erforschung des Gewissens des Einzelnen beinhaltet das Gotteslob den Gewissensspiegel.

### Sonstiges
Auf dem katholischen Kongress in Mecheln forderte auch Charles de Montalembert 1853 die Freiheit des Gewissens, während Pius IX. diese 1864 verwarf.

## Soziologie

### Systemtheorie
Niklas Luhmann (1927–1998) interpretierte das Gewissen als eine Funktion im Dienste der Identitätsbildung: Die Möglichkeiten, die ein Mensch hat, sich zur Welt zu verhalten, sind weit größer als die Fähigkeit, sie (alle auf einmal) zu realisieren. Ich kann ein Schurke sein, ein Heiliger, ein Feigling, ein Held – aber nicht alles auf einmal. Der Mensch wählt bestimmte Optionen und schlägt andere aus und bildet so eine Persönlichkeit aus, d. h., er wird zu einer selektierenden Struktur, die typischerweise so und nicht anders handelt. Der Mensch braucht Kontrollinstanzen, mit denen es ihm gelingt, eine konstante Persönlichkeit zu sein und zu bleiben, „und eine solche Kontrollinstanz […] ist das Gewissen […]. Jedes sichtbare und in diesem Sinne äußere Verhalten des Menschen […] sagt etwas darüber aus, was der Mensch ist. Er stellt sich, ob er will oder nicht, in seinem Verhalten dar und legt sich damit fest, da die Zeit sein Verhalten unwiderruflich […] in die Vergangenheit entrückt. Will er sich als identische Persönlichkeit darstellen, muss er die Kontrolle über sein Erscheinen behalten. Das ist nur möglich, wenn er sich durch innere Vorgänge, die dem Einblick entzogen sind, objektiviert. Wie George Herbert Mead gezeigt hat, stützt er sich bei dieser Reflexion auf die Tatsache, dass andere ihn objektivieren und dass er deren Einstellung übernehmen kann. […] Da seine Situationen und Verhaltensprobleme recht komplex sind, muss er seine Persönlichkeit verinnerlichen, seine persönlichen Werte abstrahieren, sich an seine Selbstdarstellungsgeschichte erinnern können. Je weiter er auf diesem Wege der Persönlichkeitsbildung kommt, desto weiter kann er seine Selbstdarstellung spannen, desto komplexer kann seine Lebenswelt sein. Nie aber braucht er die Komplexität der ganzen Welt in seinem Innern widerzuspiegeln. Die Funktion der Persönlichkeit liegt mithin auf dem Gebiet der Reduktion der unzähligen Potentialitäten des Ich zu einer kohärenten, individuellen Selbstdarstellung.“
Dem dient, wie gesagt, das Gewissen. Genau so versteht auch die Alltagsintuition dessen Rolle, wenn man sagt, man müsse doch noch morgens in den Spiegel sehen können, um zu prüfen, ob man noch derselbe oder was aus einem geworden sei. Das Gewissen stellt die in die Zukunft gerichtete Frage, was aus mir werden soll, und blickt in die Vergangenheit auf das, was aus mir geworden ist – „im Gewissen stellt man das eigene Sein zur Entscheidung“. „Nach der Tat […] [zwingt] das Gewissen […] zur Identifikation mit der Vergangenheit, zu der Erkenntnis, dass ich auch jetzt noch und für immer einer bin, der so handeln konnte. Das Gewissen fordert mich dann auf, in den Trümmern meiner Existenz die verbleibenden Möglichkeiten neu zu ordnen.“
„Luhmann definierte […] das Gewissen als systemregulatives Element ohne zwingende ethische Aussage. Er wies ihm die kybernetisch relevante Funktion zu, die bedrohende Freiheit der Wahl des Einzelnen auf ein für diesen erträgliches Maß einzuschränken. Nur so können nach Luhmann die personale Identität und die Selbigkeit des Individuums gesichert werden. Hier liegt also eine gewissermaßen funktionale und im Wesentlichen nicht-ethische Interpretation des Gewissensbegriffs vor, der das Phänomen als solches jedoch nicht leugnet. Das Gewissen als psychosoziale Ordnungsfunktion des Menschseins ohne definitive Wertbindung entspricht dabei dem radikal metaphysikkritischen Ansatz der Systemtheorie.“

## Verhaltensbiologie

### Doris Bischof-Köhler
Doris Bischof-Köhler (* 1936) hat in ihrem Modell die Entwicklungsstufen des moralischen Urteilens nach Kohlberg entscheidend erweitert. Ihr Modell geht von Funktionsschichten aus. Anders als bei Kohlberg bleiben demnach beim Erreichen einer höheren Ebene zugleich die anderen Ebenen aktiv und sie stehen in Wechselwirkung zueinander.
1. Ebene – Impulsiv, rein biologisch bedingt
Gengesteuerte Verhaltensprogramme beim Säugling – „Reifung“
Beispiel: Saugreflex beim Säugling
2. Ebene – Lernen durch individuelle Erfahrung
„Biologische Reifung“ wird durch Gelerntes ergänzt
Beispiel: Bindung an eine Dauer-Bezugsperson, Lernen des Schuhebindens
3. Ebene – Mitempfinden
Teilhabe an der Emotion des Anderen, Erkenntnis, dass äußerer Gefühlsausdruck beim Anderen etwas auslöst
„Mitempfinden“ beruht grundsätzlich auf biologischer Fähigkeit (Spiegelneurone)
4. Ebene – Einfühlung
Innerliche Vergegenwärtigung der Situation des Anderen, sich in ihn hineinversetzen können
Höhere kognitive Leistung als „Mitempfinden“ – setzt das Ich-Bewusstsein voraus, bei dem man sich selbst gleichsam aus der Perspektive Anderer betrachtet
5. Ebene – Hineindenken
Fähigkeit, sich nicht nur in die Situation, sondern auch ins Handeln des Anderen hineinzuversetzen
„Zeitreise“ – Das Kind konstruiert sich aus Beobachtungen und Empathie Theorien, wie sich eine Person in Zukunft verhalten wird
6. Ebene – Sozial- und Rechtsordnungen bejahen
Aus Einsicht werden übergeordnete Regeln und Ordnungen anerkannt

### Bernhard Hassenstein
Hassenstein (1922–2016) bezieht sich bei seiner Beschreibung des Gewissens auf das Modell von Bischof-Köhler.

#### Ursprung und Funktionsweise
Die Schlüsselrolle bei der Gewissensentscheidung nimmt aus verhaltensbiologischer Sicht der Höchstwertdurchlass ein. Umgangssprachlich kann man ihn auch als „Hemmschwelle“ bezeichnen. Er ist die Instanz der Entscheidung zwischen miteinander unvereinbaren Verhaltenstendenzen. Der jeweils stärkste Verhaltensimpuls „gewinnt“ dann die Gewissensentscheidung.
Die Verhaltensimpulse stammen aus drei Bereichen: biologisch bedingte Impulse, durch Vorgänge und Ergebnisse des Lernens geprägte Impulse und durch geistige Prozesse geprägte Impulse. Nach Hassenstein sind biologisch bedingte Impulse die stärksten. So „überrennen“ Gefühle wie panische Angst bei einer Gewissensentscheidung leicht „geistige Impulse“, wie zum Beispiel die Überzeugung, einem Menschen in einer Notsituation zu helfen.
Die „Inhalte“ des Gewissens sind nach dem verhaltensbiologischen Modell grundsätzlich unbestimmt. So ist es auch auf der Stufe 6 von Bischof-Köhlers Modell möglich, dass das Verfolgen von Werten wie „Gottes Gebote“, „das Anständige“, „das Gesunde“" in bestimmten kulturellen Gegebenheiten zu grausamen Resultaten führt und auch schon geführt hat. Nach Hassenstein wird der Inhalt des Gewissens prinzipiell nur begrenzt durch das, „was menschliche Phantasie und Gedankentätigkeit hervorbringen können.“
Dem Wissen kommt bei der Gewissensentscheidung große Bedeutung zu. Verhängnisvolle Fehler bei schicksalsträchtigen Gewissens-Entscheidungen lassen sich durch größeres anwendbares persönliches Wissen verringern. Wichtiger als theoretisches Wissen sind dabei eigene Lebenserfahrung und eigenes Handeln, sowie Erfahrung, die aus Beobachtung und Anhören von möglichst unterschiedlichen Gesprächspartnern gewonnen wurde.

#### Gewissenloses Handeln und Gewissensnot
Es gibt biologische Gegebenheiten, die die Stimme des Gewissens betäuben sollen.
Vier Beispiele:
1. Gruppenaggression: Komplizierter Mechanismus, der zu „Schwarz-Weiß-Denken“ einer Gruppe führt; „Freund oder Feind – Nichts dazwischen.“ Ein Beispiel für Gruppenaggression ist die Haltung der Bevölkerung der kriegsführenden Staaten kurz nach Ausbruch des Ersten Weltkriegs.
2. Allgemeine angstbedingte Denkhemmung: Jemand, der z. B. unter starker Prüfungsangst leidet, kann sich nicht „frei“ entscheiden, eine Prüfung anzutreten.
3. Spezielle angstbedingte Denkhemmung (Verdrängung): Man umgeht Gedanken, die unerträglich waren. Ein Gedanke ist mit angstbesetzten Assoziationen verknüpft und wird daher vermieden. Der Rest des Denkens verläuft aber normal. Besorgniserregende Sachverhalte sollten daher bewusst „zu Ende gedacht“ werden.
4. Fehlende Empathie zwischen Erwachsenen und Kindern: Sie führt dazu, dass die Ebenen Mitempfinden (3), Einfühlung (4) oder Hineindenken (5) nicht richtig ausgeprägt sind. So zeigen manche jugendliche Gewalttäter keinerlei Mitgefühl für ihre Opfer.

Gewissensnot entsteht, wenn man sich zwischen zwei Handlungen entscheiden muss, die beide vom Gewissen gefordert werden, aber einander widersprechen. Diese unausweichlichen Widersprüche in Einzelfällen sind durch die Gegebenheiten unserer Welt bedingt. Eine andere Art von Gewissensnot entsteht, wenn unbegründete Schuldgefühle übermächtig werden (Bsp: Kinder, die sich für die Scheidung der Eltern mitverantwortlich fühlen).

#### Kraftquellen des Gewissens
Es stellte sich Hassenstein die Frage, was aus verhaltensbiologischer Sicht Menschen die Kraft gibt, ihre „Gewissensentscheidung“ auch gegen massive Nachteile oder Gefährdungen zu vertreten.
Nach Hassenstein brauchen Wahrnehmungen und gedankliche Einstellungen einen gefühlsmäßigen Faktor, damit sie zum Imperativ werden. Erst dann setzen sie sich im Höchstwertdurchlass gegen andere Verhaltenstendenzen durch.
Untersuchungen zu den „Rettern“, die vom Tode bedrohten Menschen im nationalsozialistischen Deutschland geholfen haben, lassen laut Hassenstein auf bestimmte Charakterzüge schließen, die als „Kraftquellen des Gewissens“ benannt werden können. Dazu gehören das häufige Lob der Eltern für gutes und richtiges Verhalten', ein enges und gutes Verhältnis zu einem Elternteil und weitere Erstreckung des mitfühlenden Verhaltens, das man an einer Vorbildpersönlichkeit wie zum Beispiel Albert Schweitzer festmachen könne.